# Rudolf Firkušný
Rudolf Firkušný (Napajedla, 11 febbraio 1912 – Steatsburg, 19 luglio 1994) è stato un pianista ceco naturalizzato statunitense.

## Biografia
Allievo dell'Accademia di Praga, fu apprezzato interprete di brani romantici e, in generale, riconducibili alla cultura slava.